# Deutscher Lehrerpreis
Le Deutscher Lehrerpreis est un prix reconnu en Allemagne.

## Catégories
Il est décerné dans deux grandes catégories : la première catégorie récompense les enseignants qui présentent des pratiques pédagogiques innovantes, et la deuxième catégorie permet aux élèves de nommer leurs enseignants pour responsable collaboration élève-enseignant. Le prix a été créé et est organisé par la Fondation Vodafone et l'Association philologique allemande ,.

## Sympathisants et le jury
Il est soutenu par des chercheurs de l'enseignement allemand, comme le professeur Dr Jürgen Baumert qui est le vice-président de l'Institut Max Planck sur le développement humain à Berlin et qui a dirigé l'étude Programme for International Student Assessment, le Programme PISA, et les politiciens allemands tels que la chancelière Angela Merkel . Le jury est composé des politiciens, des chercheurs de l'enseignement allemand, des étudiants et des dirigeants du monde commercial.

## Prestige - le prix dans la presse
Le prix est très prestigieux. Chaque année il y a beaucoup d'articles dans la presse allemande concernant le Deutscher Lehrerpreis. Pour exemple il y a des articles dans la Süddeutsche Zeitung, die Zeit, dans la Hannoversche Allgemeine Zeitung, et dans le Der Spiegel Online,

## Les lauréats
En suivant il y a les lauréats du deutscher Lehrerpreis.

### Les lauréats de l'année 2011
- Professeur de l'année: Jens Holzhausen

### Les lauréats de l'année 2012
- Professeur de l'année: Christoph Werth, Gymnasium Wertingen
- prix pour les pratiques pédagogiques innovantes: Dr Barbara Haas, Gymnasium Dinkelsbühl
- prix spécial pour les concepts pédagogique: Thomas Mayr, Robert Klier et Josef Strasser, Berufsschule für Bau à Munich et Franz Kögel, Pater Christian et André Potrykus, Kolleg der Schulbrüder à Illertissen
- prix spécial „Die Zeit“: "Blutiger Sommer. Eine Deutschlandreise im Dreißigjährigen Krieg", Gymnasium an der Stadtmauer [8]

### Les lauréats de l'année 2013
Catégorie des prix pour les pratiques pédagogiques innovantes:
- 1. prix: Ludwig-Meyn-Gymnasium Uetersen
- 2. prix: Sonderpädagogisches Förderzentrum Neutraubling
- 3. prix: Max-Beckmann-Schule Francfort-sur-le-Main
- prix spécial „Die Zeit“: Albrecht-Ernst-Gymnasium Oettingen
- prix spécial: Liebfrauenschule Oldenbourg
- prix spécial: Robert-Koch-Gymnasium Deggendorf(Sonja Würf, Angela Fürstenau, Christian Bauer, Rudolf Stangl und Margit Kink)

### Les lauréats de l'année 2014
Catégorie des prix pour les pratiques pédagogiques innovantes:
- 1. prix: Thomas Kunemann, Roland Luschkowski et Dieter Maucher de la Mali-Gemeinschaftsschule Biberach
- 2. prix: Karin Broll, Thomas Gerl, Rainer Hoff, Ernst Hollweck, Rainer Kling, Christiane Markreiter, Kristina Reicheneder, Johannes Almer du Ludwig-Thoma-Gymnasium à Prien
- 3. prix: Frank Fabinger, Manuela Hauswald, Grit Spicher et Kathrin Woyde de la Berufsfachschule für Hauswirtschaft und Familienpflege, Halle/Saale
- prix spécial: Staatliche Realschule Gauting (Peter Eckert, Tobias Schnitter, Martin Schwartz, Rosmarie Wegmann)
- prix spécial: Landesgymnasium für Hochbegabte Schwäbisch Gmünd (Robert Bauer, Maximilian Röhricht, Thomas Schäfer)
- prix spécial: Leipzig International School e.V. (Inge Sauermann, Dr Susanne Katharina Schleif, Cornelia Werndl)
- Catégorie des meilleurs professeur de l'année 2014: Martina Braun (Integrierte Gesamtschule Mannheim-Herzogenried), Jochen Herkert (Nicolaus-Kistner Gymnasium Mosbach), Ole Kersten (Berufliches Schulzentrum Waldkirch), Daniela Rommel (Dietrich-Bonhoeffer-Gymnasium Metzingen), Ludmar Gunst (Marienschule Bielefeld), Felix Nattermann (Gymnasium am Geroweiher Mönchengladbach), Tatjana Trampenau (Montanus-Realschule Leverkusen), Werner Völlering (Gymnasium Nottuln), Jens F. Heidrich (Frauenlob-Gymnasium Mainz), Fee-Isabelle Rautert (Friedrich-Spee-Gymnasium Trier), Michaela Bauer (Dr-Karl-Grünewald-Realschule Bad Königshofen), Robert Heinrich (Johann-Gottfried-Herder-Gymnasium Berlin), Philipp Ostermann (Schillerschule Hannover), Michael Schwenker (Landesgymnasium St. Afra Meißen) und Tobias Führmann (Gemeinschaftsschule Am Himmelsbarg Moorrege).